# Trenton Ducati
Trenton Ducati (Houston, 10 agosto 1977) è un attore pornografico e regista pornografico statunitense, che lavora esclusivamente nel settore della pornografia gay.

## Biografia
Di origini italiane, Ducati è nato a Houston, Texas, ma è cresciuto a Santa Fe nel Nuovo Messico dove ha frequentato la St. Michael's High School. Cresce giocando a baseball e football ma coltivando il sogno di diventare un cowboy professionista. Dai tredici ai ventun'anni partecipa a diverse competizioni di rodeo su tori e cavalli. Oltre la passione per i rodeo, Ducati è appassionato di body building e motociclette (il suo nome d'arte è un omaggio alla celebre casa motociclistica italiana).
Si stabilisce a Seattle e inizia a lavorare come personal trainer. In quel periodo è stato personal trainer per Jimmy Durano, che aveva una carriera già avviata nel settore pornografico, grazie a lui invia delle sue foto alla Titan Media. Nell'ottobre 2011, all'età di 33 anni, firma un contratto in esclusiva con Titan Media, debuttando come attore pornografico nel film Incubus in una scena che lo vedeva protagonista assieme all'amico Jimmy Durano. Dopo diversi film con la Titan Media, al termine del suo contratto, lavora liberamente con altri importanti studios del settore, come Raging Stallion Studios, Falcon Studios, Hot House e Lucas Entertainment, imponendosi in pochi anni come un prolifico performer versatile. Ducati ha lavorato anche per vari siti web, tra cui menatplay.com e men.com.
Ducati vive tra Seattle e Los Angeles ed è attivo anche nel sociale promuovendo campagne contro l'uso di droghe, in particolar modo contro l'abuso di crystal meth, da cui è stato dipendente per 15 anni.
Nel gennaio 2013 vince il premio come "Performer gay dell'anno" ai XBIZ Awards, e successivamente ottiene 9 candidature ai Grabby Awards 2013, vincendo i premi nelle categorie "Performer of the Year" e "Best Versatile Performer". Ottiene 8 candidature Grabby Awards 2014, vincendo nuovamente il premio come "Performer of the Year".
Verso la fine del 2013, assieme al socio Michael Youens, fonda una propria agenzia chiamata "Ducati Models", che rappresenta modelli nel settore per adulti, oltre a drag queen, go-go boys e DJ.
Nel maggio 2015 vince, per il terzo anno consecutivo, il premio "Performer of the Year" ai Grabby Awards. Nel marzo 2016 interpreta Batman in Batman v Superman: A Gay XXX Parody, parodia pornografia di Batman v Superman: Dawn of Justice. Ducati è proprietario e gestore di tre siti internet NastyDaddy.com, GentlemansCloset.com e TrailerTrashBoys.com.

## Filmografia

### Attore
| - Incubus (TitanMen) (2011) - Sticking Point (TitanMen) (2011) - Surveillance (TitanMen) (2012) - Hot Wired (TitanMen) (2012) - High Voltage (Raging Stallion) (2012) - Body Shop (Falcon Studios) (2012) - Trunks 7 (Hot House) (2012) - Stud Finder (TitanMen) (2012) - Pure Sex (Raging Stallion) (2012) - Insatiable (Hard Friction) (2012) - Use Me Like A Tool (Raging Stallion) (2012) - Malpractice (Hot House) (2012) - In Yer Face! (Raging Stallion) (2012) - Kiss Lick Suck Fuck (Hot House) (2012) - Deep Inside Part 1 (Falcon Studios) (2012) - Pack Attack 7 (Hot House) (2012) - The Woods Part 1 (Raging Stallion) (2012) - The Woods Part 2 (Raging Stallion) (2012) - Cock Craze (Raging Stallion) (2012) - Stripped 1: Make It Rain (Raging Stallion) (2012) - Never Enough (Raging Stallion) (2012) - Greece My Hole (Lucas Entertainment) (2012) - The Power of Love (Lucas Entertainment) (2012) - Push, Pull, Squat, Thrust (Fetish Force/Raging Stallion) (2012) - Tools Of The Trade (Hot House) (2012) - Assholes (Lucas Entertainment) (2012) - Awake (Lucas Entertainment) (2012) - Grindhouse (Naked Sword) (2012) - Cock Shot (Raging Stallion) (2013) - Sun Kissed (Falcon Studios) (2013) - The Dom (Hot House) (2013) - The Sub (Hot House) (2013) - Cock Tease (Raging Stallion) (2013) - Powerload (Hard Friction/Raging Stallion) (2013) - Close Up (TitanMen) (2013) | - Big Cocks Rock! 2 (Cocksure Men/Jake Cruise Presents) (2013) - My Doctor Sucks (Hot House) (2013) - Hole 1 (Raging Stallion) (2013) - Harder. Faster. Rougher. (Lucas Raunch/Lucas Entertainment) (2013) - Musclebound (Falcon Studios) (2013) - Red Handed (Club Inferno/Hot House) (2013) - Hole 2 (Raging Stallion) (2013) - Pounded (Titan Men) (2013) - Kings of New York (Lucas Entertainment) (2013) - Love & Devotion (Lucas Entertainment) (2013) - Easy Summer (Hot House) (2013) - The Boy Who Cried DILF (Catalina) (2013) - Hung Americans, Part 1 (Raging Stallion) (2013) - Hung Americans, Part 2 (Raging Stallion) (2013) - Trenton Ducati Goes Bareback (Lucas Entertainment) (2013) - Size Matters (Raging Stallion) (2013) - Harder Faster Rougher (Lucas Entertainment) (2014) - California Dreamin' 2 (Falcon Studios) (2014) - Present Arms (All Worlds Video) (2014) - Under My Skin Part 1 (Raging Stallion) (2014) - Addict (NakedSword) (2014) - Fast Paced (Titan Media) (2014) - Forgive Me Father (Icon Male) (2014) - Sucked Off in Weird Places (Catalina Video) (2014) - Sentenced: Don't Get Caught (Rascal Video, Channel 1 Releasing) (2014) - Men Seeking Men (Icon Male) (2014) - Football Hero (Icon Male) (2014) - Gay Massage House (Icon Male) (2014) - Daddy Chasers (Catalina Video) (2015) - Big Bro, Lil Bro (Cocky Boys) (2016) - Batman v Superman: A Gay XXX Parody (Men) (2016) - One Erection: The Un-Making of a Boy Band (Cocky Boys) (2016) - Greasers (Nakedsword) (2016) - Urban Spokes (Falcon Studios) (2017) |

### Regista
- America's Finest (Monster Bang, Raging Stallion) (2014)
- Greasers (Nakedsword) (2016)
- HHSN: Exposed (Hot House) (2018)
- Swim Meat (Hot House) (2018)

## Premi

### Vinti

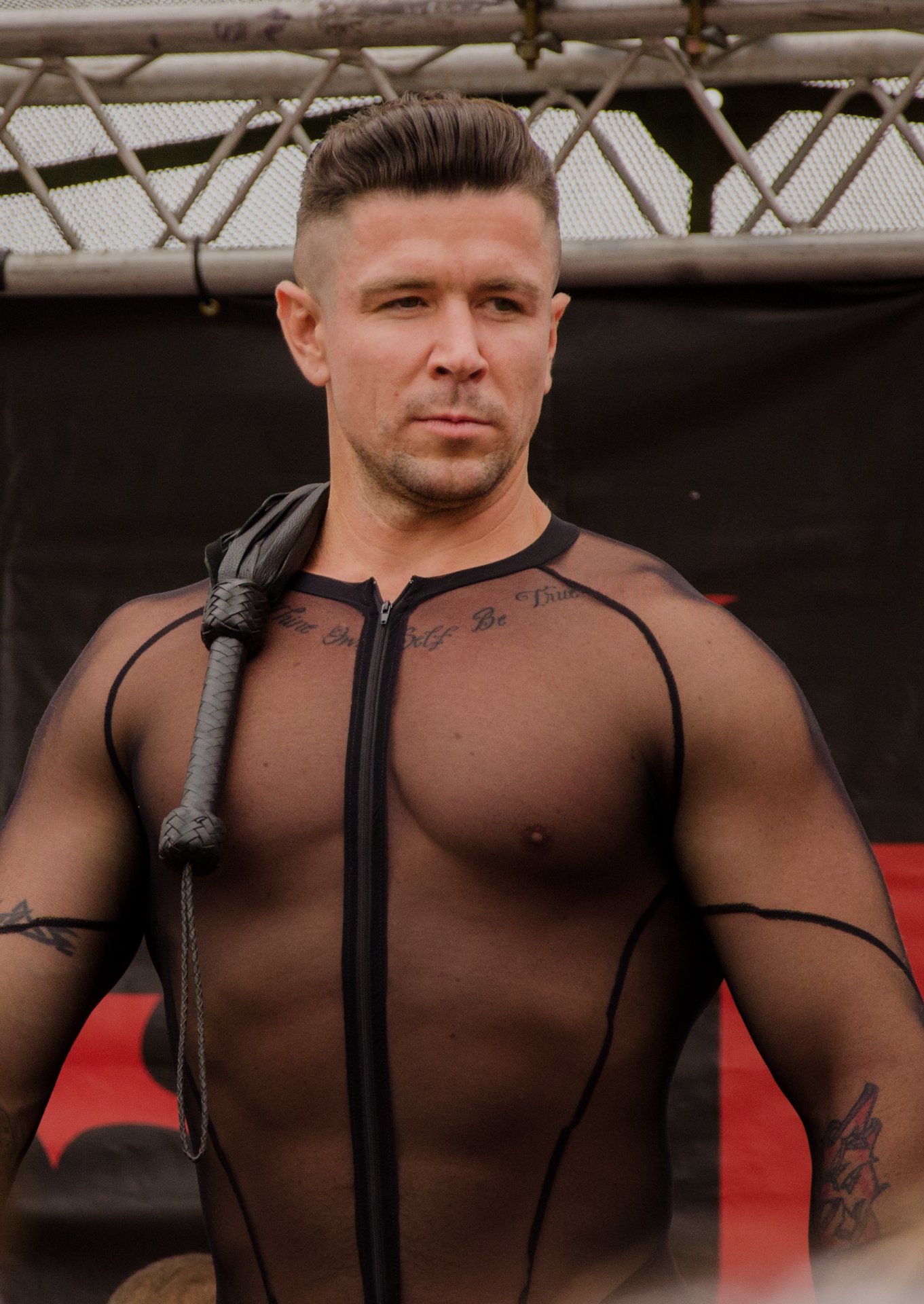
Trenton Ducati alla Folsom Street Fair 2014

- Grabby Awards 2012 – Best Group (con Dario Beck, Christopher Daniels & Spencer Reed)
- XBIZ Awards 2013 – Gay Performer of the Year[12]
- International Escort Awards 2013 – Best Porn Star Escort
- International Escort Awards 2013 – Best Body
- Grabby Awards 2013 – Performer of the Year (ex aequo con Jimmy Durano)
- Grabby Awards 2013 – Best Versatile Performer
- Hotrods Awards 2013 – Best Top
- Grabby Awards 2014 – Performer of the Year (ex aequo con Boomer Banks)
- Grabby Awards 2015 – Performer of the Year (ex aequo con Ryan Rose)
- Cybersocket Web Awards 2016 – Cybersocket Wall of Fame Award of Excellence[13]
- Grabby Awards 2017 – Wall of Fame[14]
- Grabby Awards 2020 – Best Still Photographer[15]

### Candidature
- Grabby Awards 2012 – Best Newcomer
- International Escort Awards 2013 – Best Cock
- Grabby Awards 2013 – Best Actor per Grind House
- Grabby Awards 2013 – Best Actor per The Woods 1 & 2
- Grabby Awards 2013 – Hottest Top
- Grabby Awards 2013 – Hottest Cock
- Grabby Awards 2013 – Best Group (con Adam Killian e Alex Marte) per Awake
- Grabby Awards 2013 – Best Group (con Adam Killian e Jake Genesis) per Grind House
- Grabby Awards 2013 – Best Group (con Charlie Harding e Kyle King) per The Woods 2
- International Escort Awards 2014 – Best Top
- International Escort Awards 2014 – Best Dressed / Style
- International Escort Awards 2014 – Best Cock
- International Escort Awards 2014 – Best Personal Escort Website
- Prowler Porn Awards 2014 – Best International Porn Star
- Grabby Awards 2014 – Best Actor per Silence of the Cams 1 & 2
- Grabby Awards 2014 – Best Versatile Performer
- Grabby Awards 2014 – Hottest Top
- Grabby Awards 2014 – Best Group (con Angel Rock e Damian Taylor) per The Boy Who Cried D.I.L.F.
- Grabby Awards 2014 – Best Group (con J.R. Bronson e Rod Daily) per The Sub
- Grabby Awards 2014 – Best Duo (con Shawn Wolfe) per Hung Americans Part 1
- Grabby Awards 2014 – Best Duo (con Landon Conrad) per My Doctor Sucks
- XBIZ Awards 2015 – Gay Performer of the Year
- Grabby Awards 2015 – Best Versatile Performer
- Grabby Awards 2015 – Hottest Top
- Grabby Awards 2015 – Best Duo (con Max Cameron) per Addict
- Grabby Awards 2015 – Best Duo (con Tyler Sweet) per Bound Gods
- Grabby Awards 2015 – Best Group (con Dominic Pacifico 3 Rico Palace) per Fear of Clothing in Las Vegas
- Grabby Awards 2015 – Manly Man
- Grabby Awards 2015 – Best Web Original Content per Ducatiporn.com
- Grabby Awards 2015 – Best Supporting Actor per Sentenced
- XBIZ Awards 2016 – Gay Performer of the Year
- Grabby Awards 2016 – Performer of the Year
- Grabby Awards 2016 – Hottest Top
- Grabby Awards 2016 – Best Supporting Actor per Daddy Chasers
- Grabby Awards 2016 – Web Performer of the Year
- Grabby Awards 2017 – Performer of the Year
- Grabby Awards 2017 – Best Actor per Secrets & Lies
- Grabby Awards 2017 – Best Group (con Ryan Rose, Griffin Barrows, Conner Patrick e Rod Peterson) per Urban Spokes
- Grabby Awards 2017 – Best Duo (con Paddy O'Brian) per Batman v. Superman
- Grabby Awards 2017 – Best Duo (con Colton Grey) per Secrets & Lies
- Grabby Awards 2017 – Best Still Photographer
- Grabby Awards 2017 – Best 3 Way (con Lukas Grande e Rikk York) per One Erection
- Grabby Awards 2017 – Best 3 Way (con Brian Bonds e Brandon Wilde) per Secrets & Lies
- GayVN Awards 2018 – Best Actor per Secrets & Lies
- GayVN Awards 2018 – Best Supporting Actor per One Erection: The Un-Making of a Boy Band
- GayVN Awards 2018 – Performer of the Year
- GayVN Awards 2018 – Favorite Porn Star Website per trentonducati.com
- GayVN Awards 2019 – Best Director - Non-Feature per Swim Meat
- GayVN Awards 2019 – Best Fetish Sex Scene (con Teddy Bryce) per Bound Gods 5: Muscled Masochists
- GayVN Awards 2019 – Best Fetish Sex Scene (con Skyy Knox) per Skuff: Dog House